# Alaskan Bush People
Alaskan Bush People ist eine US-amerikanische Reality-TV-Serie im Stil eines Dokudramas, die die Familie Brown bei ihrem Versuch begleitet, fernab der modernen Gesellschaft in der Wildnis zu überleben. Die Serie wurde erstmals am 6. Mai 2014 auf Discovery Channel ausgestrahlt.

## Handlung
Die Serie begleitet die Familie Brown, die abgeschieden in der Wildnis Alaskas lebt. Billy und Ami Brown leben dort mit ihren sieben Kindern weit entfernt von jeglicher Zivilisation. Teilweise hat die Familie über neun Monate hinweg keinen Kontakt zu Außenstehenden. Die Browns versorgen sich autark, entwickelten im Laufe der Zeit einen eigenen Dialekt und bezeichnen sich selbst als „Wolfsrudel“. Seit rund 30 Jahren leben sie ohne fließendes Wasser und Strom in einer einfachen Hütte mit nur einem Raum – umgeben von gefährlichen Wildtieren. Aus Sicherheitsgründen verlässt selbst die jüngste Tochter das Haus nicht ohne ein Gewehr. Die Serie gibt Einblick in das außergewöhnliche Leben einer Familie, die abseits moderner Gesellschaft lebt.

## Familie
| Name                                   | Beziehung                                     | Geboren            | Gestorben       |
| -------------------------------------- | --------------------------------------------- | ------------------ | --------------- |
| Billy Bryan Brown                      | Vater                                         | 3. Dezember 1952   | 7. Februar 2021 |
| Amora Larene Branson Brown             | Mutter                                        | 28. August 1963    |                 |
| Matthew William Brown                  | Sohn                                          | 7. September 1982  |                 |
| Joshua Bam Bam Brown                   | Sohn                                          | 18. September 1984 |                 |
| Solomon Isaiah Freedom Brown           | Sohn                                          | 10. Juni 1987      |                 |
| Gabriel Starbuck Brown                 | Sohn                                          | 15. Dezember 1989  |                 |
| Noah Darkcloud Brown                   | Sohn                                          | 18. Juli 1992      |                 |
| Amora Jean Snowbird Brown              | Tochter                                       | 18. November 1994  |                 |
| Merry Christmas Kathryn Raindrop Brown | Tochter                                       | 23. November 2002  |                 |
| Twila Wilson                           | Tochter (von Billys erster Frau Brenda)       | 1971               |                 |
| Rhain Alisha                           | Schwiegertochter (Noahs Frau)                 |                    |                 |
| Elijah Connor Brown                    | Enkel (von Noah und seiner Frau Rhain Alisha) | 26. Februar 2019   |                 |
| Adam Bishop Brown                      | Enkel (von Noah und seiner Frau Rhain Alisha) | Oktober 2021       |                 |
| Raquell Rose Pantilla                  | Schwiegertochter (Gabes Frau)                 |                    |                 |
| Sophie Brown                           | Enkelin (von Gabe und seiner Frau Raquell)    |                    |                 |
| Winifred Brown                         | Enkelin (von Gabe und seiner Frau Raquell)    |                    |                 |
| Raiven Adams                           | Schwiegertochter (Solomons frau)              |                    |                 |
| River Anthony Brown                    | Enkel (von Solomon und seiner Frau Raiven)    | 9. März 2020       |                 |
| Cove Gabriel Caden Brown               | Enkel (von Solomon und seiner Frau Raiven)    | 20. Januar 2023    |                 |
| Everest Makai Joshua Brown             | Enkel (von Solomon und seiner Frau Raiven)    | 20. August 2024    |                 |

## Episoden
| Staffel | Anzahl der Episoden | Erstausstrahlung USA | Erstausstrahlung USA | Deutschsprachig Staffel | Anzahl Episoden | Deutschsprachige Erstausstrahlung | Deutschsprachige Erstausstrahlung |
| Staffel | Anzahl der Episoden | Staffelpremiere      | Staffelfinale        | Deutschsprachig Staffel | Anzahl Episoden | Staffelpremiere                   | Staffelfinale                     |
| ------- | ------------------- | -------------------- | -------------------- | ----------------------- | --------------- | --------------------------------- | --------------------------------- |
| 1       | 5                   | 6. Mai 2014          | 15. Juni 2014        | 1                       | 6               | 21. Februar 2015                  | 19. Dezember 2015                 |
| 2       | 8                   | 2. Januar 2015       | 20. Februar 2015     | 2                       | 16              | 28. Februar 2015                  | 24. Juli 2015                     |
| 3       | 8                   | 22. Mai 2015         | 24. Juli 2015        | 2                       | 16              | 28. Februar 2015                  | 24. Juli 2015                     |
| 4       | 8                   | 11. November 2015    | 6. Januar 2016       | 3                       | 32              | 31. März 2016                     | 23. August 2017                   |
| 5       | 10                  | 6. Mai 2016          | 15. Juli 2016        | 3                       | 32              | 31. März 2016                     | 23. August 2017                   |
| 6       | 8                   | 4. Januar 2017       | 22. Februar 2017     | 3                       | 32              | 31. März 2016                     | 23. August 2017                   |
| 7       | 8                   | 21. Juni 2017        | 23. August 2017      | 3                       | 32              | 31. März 2016                     | 23. August 2017                   |
| 8       | 9                   | 19. August 2018      | 30. September 2018   | 4                       | 19              | 18. Oktober 2018                  | 14. November 2019                 |
| 9       | 5                   | 3. März 2019         | 31. März 2019        | 4                       | 19              | 18. Oktober 2018                  | 14. November 2019                 |
| 10      | 7                   | 4. August 2019       | 15. September 2019   | 4                       | 19              | 18. Oktober 2018                  | 14. November 2019                 |
| 11      | 8                   | 4. Dezember 2019     | 29. Januar 2020      | 5                       | 15              | 4. Dezember 2019                  | 4. Oktober 2020                   |
| 12      | 8                   | 23. August 2020      | 11. Oktober 2020     | 5                       | 15              | 4. Dezember 2019                  | 4. Oktober 2020                   |
| 13      | 11                  | 19. September 2021   | 21. November 2021    | 6                       | 11              | 1. März 2022                      | 10. Mai 2022                      |
| 14      | 11                  | 2. Oktober 2022      | 4. Dezember 2022     | 7                       | 14              | 5. Januar 2023                    | 12. März 2024                     |

Einige Folgen wurden nicht in Deutschland gezeigt oder nur als Special.